# San Mauro Abate (titre cardinalice)
Le titre cardinalice de San Mauro Abate (Saint Maur Abbé) est érigé par le pape François le 7 décembre 2024 et rattaché à l'église homonyme.

## Titulaires
- Fernando Chomalí (depuis 2024)